# Matt Wedel
Mathew John Wedel, PhD de la University of California, es un paleontólogo estadounidense, que actualmente ejerce como docente en la Escuela de Ciencias Naturales de la UC Merced. 
Se ha destacado en el hallazgo y descripción de  dinosaurios sauropodomorfos norteamericanos. Destaca entre ellos la descripción del brachiosaurido Sauroposeidon Proteles, probablemente el dinosaurio más alto, con 18 metros de altura. Entre las diferentes áreas de estudio sobre la suborden  Sauropodomorpha, Wedel ha sido un aporte en el análisis de las propiedades pneumáticas del sistema óseo de estos dinosaurios, y de  terópodos de gran tamaño, como  Tyrannosaurus Rex. Los estudios de Wedel han sugerido que el volumen de aire infiltrado en los huesos en estos dinosaurios de gran tamaño, o neumatización , pudo hacerlos mucho más ligeros de lo que aparentan.
En el caso de los dinosaurios terópodos, Wedel postuló que sus sistemas respiratorios probablemente eran similares a los de las  aves, es decir, que su dinámica se basaba en bolsas aéreas. Debido a que en pocas ocasiones se da la conservación o impronta del tejido blando de los dinosaurios, la teoría de Wedel se fundaba en la observación de la configuración del sistema óseo de los dinosaurios, similar al de las aves. Dado que en las aves estas características del esqueleto se relacionan a la funcionalidad de un sistema de bolsas aéreas, si en los dinosaurios se presentaban patrones similares en el esqueleto, existía la probabilidad de que se debiera a la presencia de órganos respiratorios similares . La prueba empírica del postulado de Wedel la representaría el hallazgo de un espécimen de terápodo denominado  Aerosteon riocoloradensis (”huesos de aire del Río Colorado”), por el paleontólogo Paul Sereno, en 1996, durante una expedición en las orillas del  Río Colorado, Argentina. Este dinosaurio, descrito oficialmente el 29 de septiembre de 2008, posee la estructura esponjosa de los huesos, descrita por Wedel, como huesos huecos frente y detrás de las costillas, la  fúrcula y el principal hueso pélvico, el ilion, además de indicios de un sistema de pulmones, que dan la vuelta alrededor del cuerpo y entran en las costillas del estómago. Un sistema diferente al de las aves en su anatomía, pero muy similar en su fisiología. 
Tres teorías se proponen actualmente, desde los principios propuestos por Wedel, para explicar la evolución de los sacos de aire en los dinosaurios terópodos: el desarrollo de un pulmón más eficiente, la reducción de la masa corporal superior para criaturas corredoras de dos patas y la liberación de calor corporal excesivo.

## Algunas publicaciones de Matthew John Wedel
- Wedel, M. J. 2007. Aligerando a los gigantes (Lightening the giants). ¡Fundamental! 12:1-84. [en castellano, con traducción al inglés

- Wedel, M. J. 2007. What pneumaticity tells us about 'prosauropods', and viceversa. Special Papers in Palaeontology 77:207-222

- Wedel, M.J. 2006. Origin of postcranial skeletal pneumaticity in dinosaurs. Integrative Zoology 2:80-85

- Wedel, M.J. 2005. Postcranial skeletal pneumaticity in sauropods and its implications for mass estimates; pp. 201-228 in Wilson, J.A., and Curry-Rogers, K. (eds.), The Sauropods: Evolution and Paleobiology. University of California Press, Berkeley

- Wedel, M.J., and Cifelli, R.L. 2005. Sauroposeidon: Oklahoma's native giant. Oklahoma Geology Notes 65(2):40-57

- Bonnan, M.F., and Wedel, M.J. 2004. First occurrence of Brachiosaurus (Dinosauria: Sauropoda) from the Upper Jurassic Morrison Formation of Oklahoma. PaleoBios 24(2):13-21

- Wedel, M.J. 2003b. The evolution of vertebral pneumaticity in sauropod dinosaurs. Journal of Vertebrate Paleontology 23(2):344-357

- Wedel, M.J. 2003a. Vertebral pneumaticity, air sacs, and the physiology of sauropod dinosaurs. Paleobiology 29(2):243-255

- Wedel, M.J., and Sanders, R.K. 2002. Osteological correlates of cervical musculature in Aves and Sauropoda (Dinosauria: Saurischia), with comments on the cervical ribs of Apatosaurus. PaleoBios 22(3):1-6

- Wedel, M.J., Cifelli, R.L., and Sanders, R.K. 2000b. Osteology, paleobiology, and relationships of the sauropod dinosaur Sauroposeidon. Acta Palaeontologica Polonica 45(4):343-388

- Wedel, M.J., Cifelli, R.L., and Sanders, R.K. 2000a. Sauroposeidon proteles, a new sauropod from the Early Cretaceous of Oklahoma. Journal of Vertebrate Paleontology 20(1):109- 114